# Amphilochoides odontonyx
Amphilochoides odontonyx är en kräftdjursart som först beskrevs av Boeck 1871.  Amphilochoides odontonyx ingår i släktet Amphilochoides och familjen Amphilochidae. Inga underarter finns listade i Catalogue of Life.